# Birch River, Manitoba
Birch River är en ort i Kanada.   Den ligger i provinsen Manitoba, i den sydöstra delen av landet, 2 000 km väster om huvudstaden Ottawa. Birch River ligger 321 meter över havet och antalet invånare är 235.
Terrängen runt Birch River är platt åt sydost, men åt nordväst är den kuperad. Trakten runt Birch River är nära nog obefolkad, med mindre än två invånare per kvadratkilometer.. 
Trakten runt Birch River består till största delen av jordbruksmark.